# 原口健飛
原口 健飛（はらぐち けんと、1998年4月9日 - ）は、日本の男性キックボクサー、元プロボクサー。兵庫県伊丹市出身。FASCINATE FIGHT TEAM所属。第6代RISEライト級王者。現ISKA世界ライトウェルター級王者。

## 来歴
幼少の頃に空手を始め、フルコンタクト系空手の全日本大会で優勝するなど活躍。中学3年まで聖武会館で小野寺天汰らと研鑽を積んだ。
2015年6月、17歳でプロボクシングデビュー。2016年の西日本新人王に出場するが準決勝で後に日本ランカーになった寺田達弥(雅)に僅差の判定負けを喫した。
2016年にプロボクシングを引退し、聖武会館にて空手に復帰。
2017年6月4日、プロキックボクシングデビュー。
2017年8月12日、ACCELフェザー級王者の上杉文博に挑戦し、KO勝ちで王座獲得に成功した。
2017年11月23日、RISE 121にてDEAD OR ALIVE 57kg級トーナメントの1回戦で内藤大樹と対戦し、延長戦にもつれ込む接戦の末、判定負けを喫した。
2018年6月17日、RISE 125のRoad to RIZIN KICKトーナメントの1回戦でMOMOTARO、決勝戦で宮崎就斗に判定勝ちを収め優勝を果たした。

### RIZIN
2018年9月30日、RIZIN初出場となったRIZIN.13で前K-1 WORLD GPスーパーフェザー級王者の大雅と59.0kg契約で対戦し、1-0の判定で引き分けた。
2020年8月10日、RIZIN.23 - CALLING OVER -で前K-1 WORLD GPスーパーフェザー級王者の大雅と-61kg契約で再戦し、1Rに左右のフックの連打でダウンを奪いTKO勝ちを収めた。

### RISE
2019年11月17日、森井洋介と61.5kg契約で対戦し、TKO勝ち。

#### RISE王座獲得
2020年1月13日、RISE 136でK-1 GLOBAL-65kgトーナメント優勝者の秀樹とRISEライト級（63kg）王座決定戦で対戦し、カウンターの右フックでKO勝ちを収め、王座獲得に成功した。試合後マイクを握り、17歳で父親になり現在娘が2人いる事を告白した。
2020年10月11日、RISE DEAD OR ALIVE 2020 YOKOHAMAのDEAD OR ALIVE 2020 -63kgトーナメントに出場。1回戦で西岡蓮太に判定勝利、決勝戦で直樹にKO勝利を収め、トーナメント優勝を果たした。
2020年12月15日、RISEライト級王座を返上した。
2021年2月28日、RISE ELDORADO 2021で白鳥大珠と64.0kg契約で対戦し、バックスピンキックとハイキックで計2度ダウンを奪い判定勝ち。当初はGLORY世界フェザー級王者ペットパノムルン・キャットムーカオとの対戦が決まっていたが、新型コロナウイルス感染拡大の影響で入国が困難になり対戦相手が変更された。
2021年9月23日、RISE WORLD SERIES 2021 YOKOHAMAでタップロン・ハーデスワークアウトと対戦。2回に膝蹴りを受けダウンを奪われたが、3回に左フックでダウンを奪い返し、さらに攻撃をたたみかけたところで、レフェリーが試合をストップ。原口が逆転KO勝ちを収めた。
2021年11月14日、RISE WORLD SERIES 2021 OSAKA.2でGLORY世界フェザー級（65kg）王者のペットパノムルン・キャットムーカオと65kg契約で対戦し、判定負けを喫した。
2022年6月19日、THE MATCH 2022で元K-1 WORLD GPスーパーライト級王者の山崎秀晃と対戦し、3度のダウンを奪い2R KO勝ち。
2022年8月21日、RISE WORLD SERIES 2022 OSAKAの初代RISE世界スーパーライト級王座決定戦でGLORY世界フェザー級王者のペットパノムルン・キャットムーカオと再戦するも、延長の末に判定負けを喫し王座獲得に失敗した。

#### ISKA王座獲得
2023年3月26日、RISE ELDORADO 2023でISKA世界ライトウェルター級王座決定戦でジェレミー・モンテーリョと対戦、4回でKO勝ちを収め、王座獲得に成功した。
2023年12月16日、RISE WORLD SERIES 2023 Final RoundのRISE×GLORY対抗戦でGLORY世界フェザー級1位のエイブラハム・ヴィダレスと対戦し、2回でKO勝ちを収めた。
2024年、GLORY 93のGLORY世界フェザー級タイトルマッチで前RISE世界スーパーライト級王者でGLORY世界フェザー級王者のペットパノムルン・キャットムーカオと3度目の再戦を果たすも、ほぼ全ラウンドを奪われ0-5の判定負けを喫し、王座獲得とはならなかった。これで同選手との対戦成績が0勝3敗となった。
2024年12月21日、RISE WORLD SERIES 2024 FINALのGLORY･RISEフェザー級グランプリ1回戦でGLORYのミゲール・トリンダーデと対戦し、1Rに右フックを受けてKO負けを喫した。

## 戦績

### プロキックボクシング
| キックボクシング 戦績 | キックボクシング 戦績 | キックボクシング 戦績 | キックボクシング 戦績 | キックボクシング 戦績 | キックボクシング 戦績 | キックボクシング 戦績 |
| --------------------- | --------------------- | --------------------- | --------------------- | --------------------- | --------------------- | --------------------- |
| 34 試合               | (T)KO                 | 判定                  | その他                | 引き分け              | 無効試合              |                       |
| 27 勝                 | 17                    | 10                    | 0                     | 1                     | 0                     |                       |
| 6 敗                  | 1                     | 5                     | 0                     | 1                     | 0                     |                       |

| 勝敗 | 対戦相手                           | 試合結果                                | 大会名                                                                                 | 開催年月日     |
| ×    | チャド・コリンズ                   | 5R終了 判定1-2                          | ABEMA presents RISE WORLD SERIES 2025 TOKYO 【RISE世界スーパーライト級タイトルマッチ】 | 2025年8月2日   |
| ○    | イ・ソンヒョン                     | 3R終了 判定3-0                          | RISE ELDORADO 2025                                                                     | 2025年3月29日  |
| ×    | ミゲール・トリンダーデ             | 1R 2:59 KO（右フック）                  | ABEMA presents RISE WORLD SERIES 2024 FINAL 【GLORY･RISEフェザー級グランプリ1回戦】    | 2024年12月21日 |
| ×    | ペットパノムルン・キャットムーカオ | 5R終了 判定0-5                          | GLORY 93 【GLORY世界フェザー級タイトルマッチ】                                         | 2024年7月20日  |
| ○    | エイブラハム・ヴィダレス           | 2R 1:49 KO（右フック）                  | RUF presents RISE WORLD SERIES 2023 Final Round                                        | 2023年12月16日 |
| ○    | アンバー・ボイナザロフ             | 1R 1:31 KO（左ミドルキック）            | ABEMA presents RISE WORLD SERIES 2023 1st Round                                        | 2023年7月2日   |
| ○    | ジェレミー・モンテーリョ           | 4R 1:45 TKO（左ハイキック→パンチ連打）  | RISE ELDORADO 2023 【ISKA世界ライトウェルター級王座決定戦】                            | 2023年3月26日  |
| ○    | セルゲイ・アダムチャック           | 3R終了 判定3-0                          | Cygames presents RISE WORLD SERIES / SHOOTBOXING-KINGS 2022                            | 2022年12月25日 |
| ×    | ペットパノムルン・キャットムーカオ | 5R+延長1R終了 判定0-3                   | RISE WORLD SERIES 2022 OSAKA 【初代RISE世界スーパーライト級王座決定戦】                | 2022年8月21日  |
| ○    | 山崎秀晃                           | 2R 0:33 KO（パンチ連打）                | THE MATCH 2022                                                                         | 2022年6月19日  |
| ○    | ロンペット・Y'ZD GYM               | 1R 1:56 KO                              | RISE ELDORADO 2022                                                                     | 2022年4月2日   |
| ×    | ペットパノムルン・キャットムーカオ | 3R終了 判定0-3                          | RISE WORLD SERIES 2021 OSAKA.2                                                         | 2021年11月14日 |
| ○    | タップロン・ハーデスワークアウト   | 3R 1:35 KO（右ジャブ）                  | RISE WORLD SERIES 2021 YOKOHAMA                                                        | 2021年9月23日  |
| ○    | 白鳥大珠                           | 3R終了 判定3-0                          | RISE ELDORADO 2021                                                                     | 2021年2月28日  |
| ○    | 直樹                               | 1R 2:54 KO（左フック）                  | RISE DEAD OR ALIVE 2020 YOKOHAMA 【RISE DEAD OR ALIVE 2020 -63kgトーナメント決勝】     | 2020年10月11日 |
| ○    | 西岡蓮太                           | 3R終了 判定3-0                          | RISE DEAD OR ALIVE 2020 YOKOHAMA 【RISE DEAD OR ALIVE 2020 -63kgトーナメント準決勝】   | 2020年10月11日 |
| ○    | 大雅                               | 1R 2:50 TKO（3ノックダウン）            | RIZIN.23 - CALLING OVER -                                                              | 2020年8月10日  |
| ○    | ヴィトー・トファネリ               | 3R終了 判定3-0                          | RISE on ABEMA                                                                          | 2020年7月12日  |
| ○    | 秀樹                               | 1R 2:23 KO（右フック）                  | RISE 136 【RISEライト級タイトルマッチ】                                                | 2020年1月13日  |
| ○    | 森井洋介                           | 3R 0:34 TKO（ドクターストップ）         | INNOVATION 第6回岡山ジム主催興行                                                       | 2019年11月17日 |
| ○    | チャンヒョン・リー                 | 3R終了 判定3-0                          | RISE WORLD SERIES 2019 Final Round                                                     | 2019年9月16日  |
| ○    | ル・ジュン                         | 1R 1:07 KO（右フック）                  | RISE WORLD SERIES 2019 Semi Final Round in OSAKA                                       | 2019年7月21日  |
| ○    | 北井智大                           | 3R終了 判定3-0                          | RISE 132                                                                               | 2019年5月19日  |
| ○    | ミゲール・マルティネス             | 1R 0:25 KO（左三日月蹴り）              | RISE WORLD SERIES 1st Round                                                            | 2019年3月10日  |
| △    | 大雅                               | 3R終了 判定1-0                          | RIZIN.13                                                                               | 2018年9月30日  |
| ○    | ちび太                             | 1R 1:30 KO（ミドルキック）              | ACCEL vol.40 【ACCELフェザー級タイトルマッチ】                                         | 2018年7月28日  |
| ○    | 宮崎就斗                           | 3R終了 判定3-0                          | RISE 125 【Road to RIZIN KICK Tournament決勝戦】                                       | 2018年6月17日  |
| ○    | MOMOTARO                           | 3R終了 判定3-0                          | RISE 125 【Road to RIZIN KICK Tournament1回戦】                                        | 2018年6月17日  |
| ○    | ヘンリー・セハス                   | 3R 2:59 KO（飛び二段蹴り）              | ACCEL Vol.39                                                                           | 2018年5月3日   |
| ○    | アイオロス純                       | 2R 2:06 TKO（タオル投入：右ストレート） | RISE 123                                                                               | 2018年3月24日  |
| ○    | Phoenixx祥梧                       | 3R終了 判定3-0                          | ACCEL vol.38 【ACCELフェザー級タイトルマッチ】                                         | 2017年12月24日 |
| ×    | 内藤大樹                           | 3R+延長1R終了 判定0-3                   | RISE 121 【RISE DEAD OR ALIVE -57kg TOURNAMENT 2017 1回戦】                            | 2017年11月23日 |
| ○    | 上杉文博                           | 2R 2:22 TKO（3ダウン）                  | ACCEL vol.37 【ACCELフェザー級タイトルマッチ】                                         | 2017年8月12日  |
| ○    | 大西駿一郎                         | 3R KO                                   | ALL BOX WORLD                                                                          | 2017年6月4日   |

### エキシビション
| 勝敗 | 対戦相手                   | 試合結果 | 大会名        | 開催年月日    |
| -    | “ブラックパンサー”ベイノア | 2分2R    | RISE on Abema | 2021年5月16日 |

### プロボクシング
| プロボクシング 戦績 | プロボクシング 戦績 | プロボクシング 戦績 | プロボクシング 戦績 | プロボクシング 戦績 | プロボクシング 戦績 | プロボクシング 戦績 |
| ------------------- | ------------------- | ------------------- | ------------------- | ------------------- | ------------------- | ------------------- |
| 5 試合              | (T)KO               | 判定                | その他              | 引き分け            | 無効試合            |                     |
| 4 勝                | 2                   | 2                   | 0                   | 0                   | 0                   |                     |
| 1 敗                | 0                   | 1                   | 0                   | 0                   | 0                   |                     |

| 戦           | 日付           | 勝敗 | 時間    | 内容    | 対戦相手               | 国籍 | 備考                     |
| ------------ | -------------- | ---- | ------- | ------- | ---------------------- | ---- | ------------------------ |
| 1            | 2015年6月7日   | ☆    | 4R      | 判定3-0 | 平原和洋（川口）       | 日本 | プロデビュー戦           |
| 2            | 2015年8月23日  | ☆    | 4R      | 判定3-0 | 末吉悠生（千里馬神戸） | 日本 |                          |
| 3            | 2015年12月27日 | ☆    | 4R 0:38 | KO      | 木村一輝（高砂）       | 日本 |                          |
| 4            | 2016年5月8日   | ☆    | 2R 1:03 | KO      | 寺田晟人（真正）       | 日本 | 西日本フライ級新人王予選 |
| 5            | 2016年7月18日  | ★    | 4R      | 判定0-2 | 寺田達弥（雅）         | 日本 | 西日本フライ級新人王予選 |
| テンプレート |                |      |         |         |                        |      |                          |

## 獲得タイトル
フルコンタクト空手
- JKJO空手全日本 優勝
- POINT&KO空手全日本 優勝

キックボクシング
- 第2代ACCELフェザー級王座
- JAPAN CUP 2017 -57kgトーナメント優勝
- Road to RIZIN KICK Tournament 優勝
- 第6代RISEライト級王座
- RISE DEAD OR ALIVE 2020 -63kgトーナメント優勝
- ISKAK-1ルール世界ライトウェルター級王座